# Französische Eishockeymeisterschaft 1921/22
Die Saison 1921/22 war die achte Spielzeit der französischen Meisterschaft, der höchsten französischen Eishockeyspielklasse. Meister wurde zum ersten Mal in der Vereinsgeschichte überhaupt der Club des Sports d’Hiver de Paris.

## Meisterschaftsfinale
- Chamonix Hockey Club – Club des Sports d’Hiver de Paris 2:6 (1:2, 1:4)

### Meistermannschaft
Die Mannschaft des Club des Sports d’Hiver de Paris bestand aus den Spielern Fernand Gaittet, Louis Brasseur, Pierre Charpentier, T. Woodberry, Alfred de Rauch, Gerry Geran (Ersatz: Robert Lacroix und Jacques Chaudron).